# Olfa Saudi
Olfa Saudi –en árabe, ألفة السعودي– (nacida el 30 de julio de 1994) es una deportista tunecina que compite en judo. Ganó una medalla en los Juegos Panafricanos de 2015, y cuatro medallas en el Campeonato Africano de Judo entre los años 2015 y 2018.

## Palmarés internacional
| Juegos Panafricanos | Juegos Panafricanos               | Juegos Panafricanos | Juegos Panafricanos |
| Año                 | Lugar                             | Medalla             | Categoría           |
| ------------------- | --------------------------------- | ------------------- | ------------------- |
| 2015                | Brazzaville (República del Congo) | Medalla de plata    | –48 kg              |
| Campeonato Africano |                                   |                     |                     |
| Año                 | Lugar                             | Medalla             | Categoría           |
| 2015                | Libreville (Gabón)                | Medalla de bronce   | –48 kg              |
| 2016                | Túnez (Túnez)                     | Medalla de plata    | –48 kg              |
| 2017                | Antananarivo (Madagascar)         | Medalla de plata    | –48 kg              |
| 2018                | Túnez (Túnez)                     | Medalla de oro      | –48 kg              |